# Paire d'ions de contact
En chimie, une paire d'ions de contact — contact ion pair, ou CIP, en anglais — est constituée d'un anion et d'un cation en interaction proche dans un solvant.

## Relation à la polarité du solvant
Dans une solution aqueuse ordinaire, les ions de sels inorganiques dissous sont dits ions libres, étant entièrement solvatés et complètement séparés de leur contre-ion. Avec un solvant moins polaire, les ions peuvent conserver un certain degré de contact avec leur contre-ion. Les solvants apolaires permettent l'existence de paires d'ions de contact caractérisées par l'absence de molécules de solvant entre l'ion et son contre-ion, ainsi directement en contact. L'augmentation de la solvatation provoque la dissociation de ces paires de telle sorte que les deux ions partagent leur première couche de solvatation pour former une paire d'ions à solvant partagé — solvent-shared ion pair (SIP) en anglais.

## Applications
Le concept de paires d'ions intervient dans la stéréochimie en solvolyse. Il pourrait expliquer en effet la tendance à l'inversion de stéréospécificté lors d'une SN1. On pense que le solvant ou d'autres ions en solution peuvent aider à l'élimination d'un groupe partant pour former un carbocation qui réalise une SN1 ; de même, le groupe partant peut s'associer de manière lâche avec l'intermédiaire cationique. L'association d'un solvant ou d'un ion avec le groupe partant bloque efficacement un côté du carbocation en formation, tout en permettant une substitution nucléophile de l'autre côté. Ceci conduit à la formation d'un léger excès de produit à stéréochimie inversée, alors qu'une réaction purement SN1 devrait conduire à un racémique.